# Потери военной авиации Российской Федерации в ходе операции в Сирии
В данном списке перечислены пилотируемые летательные аппараты, потерянные Российской Федерацией в ходе военной операции в Сирийской Арабской Республике.

## Подтверждённые потери вертолётов
| №  | Дата                 | Тип         | Назначение                       | Бортовой номер      | Общее количество | Погибшие/Раненые | Примечания |
| -- | -------------------- | ----------- | -------------------------------- | ------------------- | ---------------- | ---------------- | --- |
| 1. | 26 ноября 2015 года  | Ми-8 АМТШ-В | Многоцелевой вертолёт            | РФ-95601/252 Желтый | ?                | 0/?              | Уничтожен боевиками ССА в провинции Латакия во время проведения поисково-спасательной операции на месте падения Су 24М. |
| 2. | 12 апреля 2016 года  | Ми-28Н      | Ударный вертолёт                 | ?                   | ?                | 2/0              | Разбился в районе города Хомс из-за ошибки пилотирования.                                                               |
| 3. | 8 июля 2016 года     | Ми-35М      | Многоцелевой вертолёт            | ?                   | ?                | 2/0              | Сбит боевиками в районе Пальмиры.                                                                                       |
| 4. | 1 августа 2016 года  | Ми-8 АМТШ   | Многоцелевой вертолёт            | РФ-95585/212 Желтый | ?                | 5/0              | Сбит боевиками в провинции Идлиб.                                                                                       |
| 5. | 3 ноября 2016 года   | Ми-35М      | Многоцелевой вертолёт            | ?                   | ?                | 0/2              | Уничтожен боевиками из ПТУР в провинции Хомс.                                                                           |
| 6. | 31 декабря 2017 года | Ми-24       | Многоцелевой вертолёт            | ?                   | ?                | 2/1              | Уничтожен боевиками из ПТУР в провинции Хомс.                                                                           |
| 7. | 7 мая 2018 года      | Ка-52       | Разведывательно-ударный вертолёт | ?                   | ?                | 2/0              | Разбился во время патрулирования восточных территорий Сирии.                                                            |

## Подтверждённые потери самолётов
| №  | Дата                  | Тип     | Назначение                           | Бортовой номер      | Общее количество | Погибшие/Раненые | Примечания                                                                                               |
| -- | --------------------- | ------- | ------------------------------------ | ------------------- | ---------------- | ---------------- | --- |
| 1. | 24 ноября 2015 года   | Су-24М  | Тактический фронтовой бомбардировщик | РФ-90932/83 Белый   | ?                | 1/1              | Сбит в результате атаки ракетой класса «воздух-воздух» с истребителя F 16 ВВС Турции.                    |
| 2. | 13 ноября 2016 года   | МиГ-29К | Многоцелевой палубный истребитель    | ?                   | ?                | 0/1              | Разбился при посадке на авианосец «Адмирал Кузнецов».                                                    |
| 3. | 5 декабря 2016 года   | Су-33   | Палубный истребитель                 | 67 Красный          | ?                | 0/1              | Разбился при посадке на авианосец «Адмирал Кузнецов».                                                    |
| 4. | 10 октября 2017 года  | Су-24М  | Тактический фронтовой бомбардировщик | ?                   | ?                | 2/0              | Разбился при взлете с аэродрома Хмеймим.                                                                 |
| 5. | 3 февраля 2018 года   | Су-25   | Штурмовик                            | РФ-95486/06 Голубой | ?                | 1/0              | Сбит боевиками ССА из ПЗРК в провинции Идлиб.                                                            |
| 6. | 6 марта 2018 года     | Ан-26   | Транспортный самолёт                 | РФ-92955/52 Красный | ?                | 39/0             | Разбился при посадке на аэродром Хмеймим.                                                                |
| 7. | 3 мая 2018 года       | Су-30СМ | Истребитель                          |                     | ?                | 2/0              | Разбился при наборе высоты после взлета с аэродрома Хмеймим.                                             |
| 8. | 17 сентября 2018 года | Ил-20   | Самолёт радиоэлектронной разведки    |                     | ?                | 15/0             | Сбит ПВО Сирии (комплексом С-200), при отражении атаки израильских F-16 по объектам в провинции Латакия. |